# Mario Piacenza
Mario Piacenza (21 de abril em 1884 em Pollone - 16 de abril de 1957 em Biella)  foi um alpinista, explorador e etnólogo italiano, e um dos pioneiros do cinema de montanha.

## Alpinista
Ainda jovem  mas fazendo parte dos grandes nomes do alpinismo italiano da época, Mario Piacenza faz as invernais do   Liskamm, do Dent d'Hérens, da Aiguille Noire de Peuterey, do Mont Maudit e do Dent du Géant e efectua também a travessia do Monte Rosa da Pyramide Vincent na Pointe Dufour em menos de 24 horas.
Em 1907 fez a terceira invernal do Cervin e é reconhecido como tendo feita a primeira verdadeira ascensão pela aresta de Furggen com os guia de alta montanha Jean-Joseph Carrel e Joseph Gaspard, pois que a tentativa anterior tinha sido feita por Guido Rey, com a ajuda de uma escada de corda deixada para esse efeito pelos seus guias.

## Explorador
Organizou uma expedição no Caucaso e no Irão, durante a qual fez a ascensão do  Dykh-Tau do Chkhara, do Monte Ararate e do Monte Damavand. Em 1913, Mario Piacenza organizou e chefiou uma exploração do Ladakh, durante a qual atingiu o cume do Kun du Nun Kun a 7095 m, em Caxemira.

## Cinema
Mario Piacenza foi um dos primeiros a fazer cinema de montanha (1911) utilizando uma máquina de 16 mm: a Ascensione al Cervino e Ascenzione al Dente del Gigante.